# Wydział Matematyki, Fizyki i Chemii Uniwersytetu Jagiellońskiego
Wydział Matematyki, Fizyki i Chemii Uniwersytetu Jagiellońskiego jeden z dwóch wydziałów powstałych w 1951 z podziału ówczesnego Wydziału Matematyczno-Przyrodniczego Uniwersytetu Jagiellońskiego na Wydział Biologii i Nauk o Ziemi i Wydział Matematyki, Fizyki i Chemii.

## Historia
Wydział Matematyki, Fizyki i Chemii Uniwersytetu Jagiellońskiego został utworzony w 1951 w wyniku podziału ówczesnego Wydziału Matematyczno-Przyrodniczego, obejmującego astronomię, chemię, fizykę i matematykę oraz biologię i nauki o ziemi na dwa wydziały: Wydział Biologii i Nauk o Ziemi oraz Wydział Matematyki, Fizyki i Chemii. Pierwszym dziekanem wydziału został fizykochemik Bogdan Kamieński. Na wydziale prowadzono wykłady i badania z zakresu astronomii, chemii, fizyki, matematyki. 
W roku 1979 Wydział Matematyki, Fizyki i Chemii UJ podzielono na dwa wydziały: Wydział Chemii oraz Wydział Matematyki i Fizyki. 
Od dnia 12 lipca 2001 Wydział Matematyki i Fizyki UJ nosił nazwę Wydziału Matematyki, Fizyki i Informatyki UJ. Wydział ten w 2003 podzielono na Wydział Matematyki i Informatyki oraz Wydział Fizyki, Astronomii i Informatyki Stosowanej. 

## Dziekani Wydziału Matematyki, Fizyki i Chemii UJ
Dziekani Wydziału Matematyki, Fizyki i Chemii UJ (1951-1971):
| Dziekan             | Lata pełnienia funkcji |
| ------------------- | ---------------------- |
| Bogdan Kamieński    | 1951 - 1952            |
| Feliks Polak        | 1952 - 1956            |
| Jacek Szarski       | 1956 - 1958            |
| Bronisław Zapiór    | 1958- 1960             |
| Jerzy Rayski        | 1960 - 1964            |
| Stanisław Gołąb     | 1964 - 1966            |
| Bronisław Średniawa | 1966 - 1969            |
| Bolesław Waligóra   | 1969-1972              |
| Andrzej Lasota      | 1972-1975              |
| Julian Mirek        | 1975-1978              |
| Danuta Kunisz       | 1978-1979              |